# The The
The The és un grup musical anglès, format inicialment per Matt Johnson l'any 1979. És l'únic membre que ha romàs constantment en la banda des de la seva creació. Des de llavors ha venut milions d'àlbums a nivell internacional.

## Membres del grup The The
- Matt Johnson –  vocals, guitarres, teclats, baix, melodia, enginyer.
- Keith Laws – sintetitzadors (1979–1981).
- Tom Johnston – baix (1980).
- Triash (a.k.a. Peter Ashworth) – tambors, percussió (1980)
- Colin Lloyd Tucker –  guitarres/veus (1981)
- Simon Fisher Turner –   guitarres/veus (1981)
- David Palmer – drums (1985–1994)
- Johnny Marr –  guitarra i harmònica (1988–1994, 2017)
- James Eller –  baix (1988–1994)
- D.C. Collard –  teclats (1989–1997)
- Jim Fitting –  harmònica (1993–1995)
- Keith Joyner –  guitarra (1993–1994)
- Jared Michael Nickerson –  baix (1993–1994)
- Eric Schermerhorn –  guitarres (1995–2002)
- Brian MacLeod –  tambors (1995–1997)
- Gail Ann Dorsey (apareix al disc com 'Hollywood' Dorsey) –  baix (1995)
- Spencer Campbell  –  baix i veus secundàries (1998–2002)
- Earl Harvin –  tambors (1998–2002)

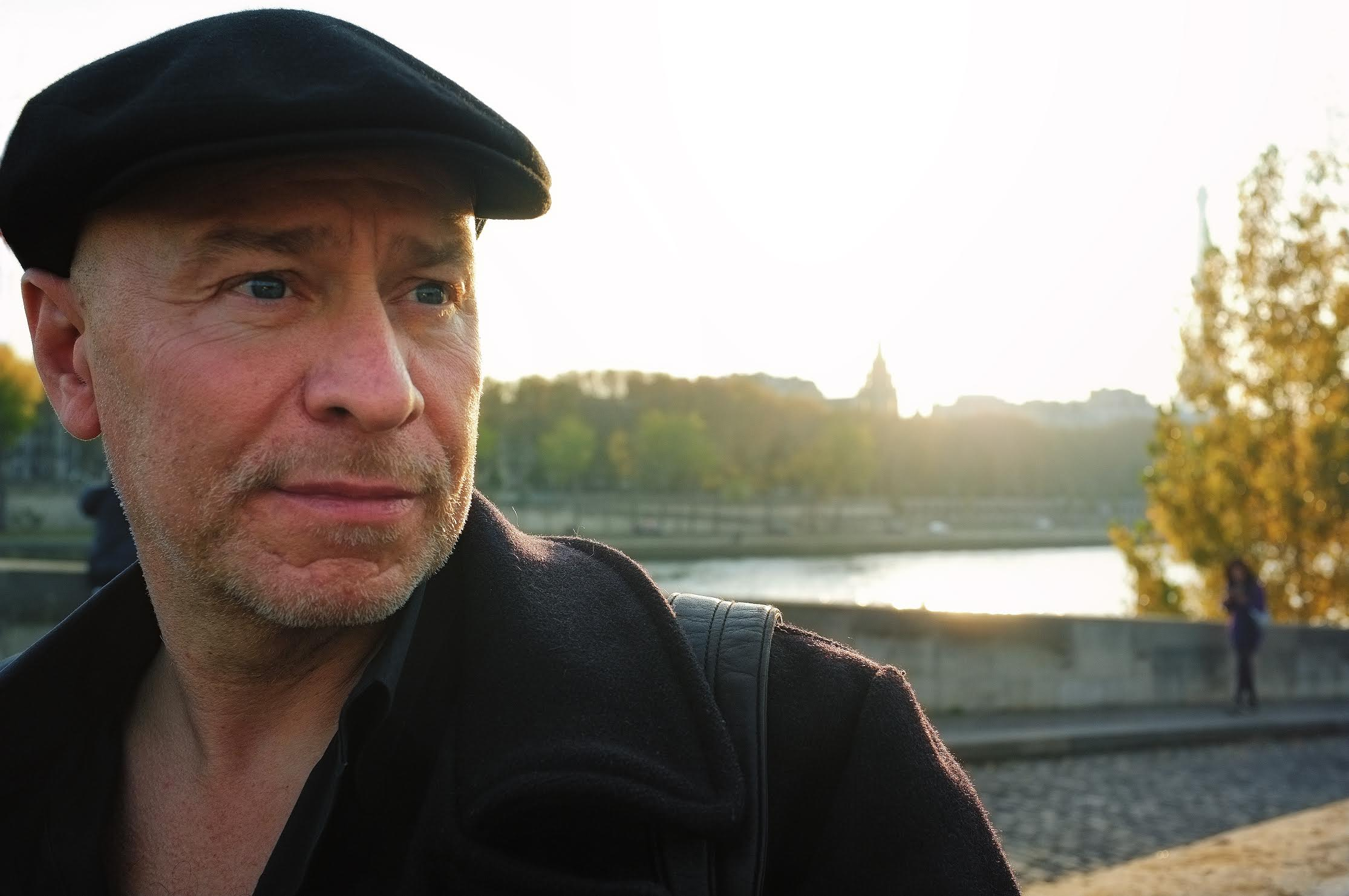
Matt Johnson, líder del grup a París. Any 2015

### Col·laboradors i contribuïdors.
Els següents artistes no van ser membres oficials de The The, sinó que van fer contribucions notables a diversos projectes de la banda.
- Marc Almond – veus (1982)
- David Johansen – harmònica (1982)
- Fiona Skinner -Dissenyador gràfic i realitzador:  Logo i font "The-The", tipografia, dissenys i dissenys de portada, vídeo / promoció.
- J. G. Thirlwell – gravacions, assajos, percussió (1983–present)
- Andy Dog – Dibuixos, il·lustracions, carpetes, (1981–1993)
- Tim Pope – filmador de vídeos (1986–2002)
- Peter Christopherson –  filmador de vídeos (1986–1987)
- Jools Holland – piano (1983)
- Thomas Leer – teclats (1983)
- Jean-Marc Lederman – teclats en directe (1983)
- Zeke Manyika – tambors (1983, 2017)
- Steve Hogarth – piano (1986)
- Neneh Cherry – veus (1986)
- Anna Domino – veus (1986)
- Andrew Poppy – arranjaments (1986)
- Ashley Slater – trombó (1986)
- Sinéad O'Connor – veus (1989)
- Melanie Redmond – veus (1989–1990)
- Vinnie Colaiuta – tambors (1993)
- Bruce Smith – tambors (1993)
- Danny Thompson – contrabaix (1988–1993)
- Lloyd Cole – veus (1999)
- Benn Northover – filmador de vídeos (2002)
- Steve James Sherlock – saxòfon i flautes (1979–81)
- Paul "Wix" Wickens – piano/ orgue hammond /acordió (1983, 1989)
- Mark Feltham – harmònica en Mind Bomb (1989): Kingdom Of Rain / Good Morning Beautiful / The Beat(en) Generation / The Violence Of Truth
- Angela McCluskey – veus en Deep Down Truth (2002)

## Discografia

### Àlbums
1983. Burning Blue Soul (comercialitzat amb autoria del grup The The. El 1981 va ser comercialitzat sota l'autoria única de Matt Johnson).
1983. Soul Mining
1986. Infected.
1986. Mind Bomb.
1993. Dusk.
1995. Hanky Panky.
2000. NakedSelf.
2010. Tony (Banda sonora de la pel·lícula).
2012. Moonbug (Banda sonora de la pel·lícula).
2015. Hyena (Banda sonora de la pel·lícula).

### Álbums recopilatoris
1993. Solitude.
2002. 45 RPM.
2002. London Town Box Set.

### Senzills
(Posicions llistes: MOD: Billboard Modern Rock Tracks Chart; UK: UK Singles Chart)
"Controversial Subject / Black And White". 4.a.d. (juliol de 1980)
"Cold Spell Ahead / Hot Ice". Some Bizarre (setembre de 1981)
"Uncertain Smile / Three Orange Kisses From Kazan". Epic (octubre de 1982) - UK #68
"Uncertain Smile / Waiting For The Upturn". Epic (desembre de 1982)
"Perfect / The Nature Of Virtue". Epic (febrer de 1983)
"This Is The Day / Mental Healing Process". Epic (setembre de 1983) - UK #71
"Uncertain Smile / Dumb As Death's Head". Epic (novembre de 1983)
"Sweet Bird Of Truth / Harbour Lights / Sleeping Juice". Epic (maig de 1986)
"Heartland / Born In The New S.A.". Epic (juliol de 1986) - UK #29
"Infected / Disturbed". Epic (octubre de 1986) - UK #48
"Slow Train To Dawn / Harbour Ligths". Epic (gener de 1987) - UK #64
"Sweet Bird Of Truth / Sleeping Juice". Epic (maig de 1987) - UK #55
"The Beat(en) Generation / Angel". Epic (febrer de 1989) - MOD #13; UK #18
"Gravitate To Me / The Violence Of Truth". Epic (juliol de 1989) - MOD #15; UK #63
"Armageddon Days (Are Here Again) / Armageddon Days (Are Here Again) - orchestral". Epic (setembre de 1989) - UK #70
"Jealous Of Youth / Beyond Love". Epic (febrer de 1990) - MOD #7; UK #54
Shades Of Youth EP ["Jealous Of Youth" / "Another Body Drowning" (en viu) / "Solitude" / "Dolphins"]. Epic (febrer de 1991)
"Dogs Of Lust / The Violence Of Truth". Epic (gener de 1993) - MOD #2; UK #25
Slow Motion Replay EP ["Slow Motion Replay" / "Dogs Of Lust" (spermicide mix 1) / "Dogs Of Lust" (germicide mix 2) / "Dogs Of Lust" (squirmicide mix 3)]. Epic (abril de 1993) - UK #35
Love Is Stronger Than Death EP ["Love Is Stronger Than Death" / "The Sinking Feeling" (en viu) / "The Mercy Beat" (en viu) / "Armageddon Days (Are Here Again)" (en viu)]. Epic (juny de 1993) - MOD #14; UK #39
Dis-Infected EP ["This Was The Day" / "Dis-Infected" / "Helpline Operator" (sick boy mix) / "Dogs Of Lust" (germicide mix)]. Epic (enero de 1994) - UK #17
I Saw The Light EP ["I Saw The Light" / "I'm Free At Last" / "Someday You'll Call My Name" / "There's No Room In My Heart For The Blues"]. Epic (gener de 1995) - MOD #24; UK #31
The Shrunkenman EP ["Shrunken Man" / "Shrunken Man" (Daau mix) / "Shrunken Man" (John Parish mix) / "Shrunken Man" (Foetus mix)]. Nothing-Interscope (abril de 2000)
Pillarbox Red EP. Nothing-Interscope (juny de 2002)